# One Fierce Beer Coaster
One Fierce Beer Coaster udkom d. 3. December 1996 og er Bloodhound Gangs 2. album.

På albummet findes "Fire Water Burn" som for alvor gjorde bandet kendt.

## Numre
1. [3:10] – "Kiss Me Where It Smells Funny"
2. [4:58] – "Lift Your Head Up High (And Blow Your Brains Out)"
3. [4:52] – "Fire Water Burn"
4. [3:49] – "I Wish I Was Queer So I Could Get Chicks"
5. [3:22] – "Why's Everybody Always Pickin' On Me?"
6. [2:35] – "It's Tricky"
7. [4:05] – "Asleep At The Wheel"
8. [3:15] – "Shut Up"
9. [7:02] – "Your Only Friends Are Make Believe"
10. [4:06] – "Boom" (ft. Vanilla Ice)
11. [4:20] – "Going Nowhere Slow"
12. [0:50] – "Reflections Of Remoh"